# جیلان‌پینار
جیلان‌پینار (به ترکی استانبولی: Ceylanpınar) شهری است در کشور ترکیه که در استان شانلی‌اورفه واقع شده‌است. جمعیت این شهر بر اساس سرشماری سال ۲۰۰۸ میلادی ۴۳٬۷۱۸ نفر و بر اساس برآوردهای سال ۲۰۰۹ میلادی ۴۳٬۵۴۶ نفر می‌باشد. نام کردی این ناحیه سرکانی و نام عربی آن راس العین است. 85 درصد ساکنان این منطقه کرد و 15 درصد عرب هستند .محله اورن پاشا پر جمعیت ازبک هاست که پناهجویان افغان هستند 
جیلان پینار در منشور لاتین 1212 پادشاه کیلیکیه لوون یکم ذکر شده است .بر اساس برخی منابع ، این شهرک مطابق با پایتخت اتحادیه قبیله ای میتانی است.در سالهای حکومت ترکیه اهمیت خود را از دست داد و به یک شهر روستایی تبدیل شد.